# Bom Jesus do Itabapoana
Bom Jesus do Itabapoana é um município brasileiro situado no norte do estado do Rio de Janeiro. Encontra-se a uma altitude de 88 metros acima do nível do mar. Sua população estimada segundo o censo 2022 do Instituto Brasileiro de Geografia e Estatística (IBGE) é de 35 173 habitantes. Possui uma área de 596,659 quilômetros quadrados, subdividida nos distritos de Bom Jesus do Itabapoana (sede), Calheiros  (2º distrito), Rosal  (3º distrito), Carabuçu (4º distrito), Pirapetinga de Bom Jesus (5º distrito), e Serrinha (6º distrito).

## Etimologia
Bom Jesus é uma referência a Bom Jesus da Vista Alegre, lugarejo de Minas Gerais de onde vieram os fundadores do município. Já Itabapoana, é uma referência ao rio Itabapoana, que banha o município, sendo derivada do termo tupi y-kûabapûana, que significa "correnteza de água" (no rio ou no mar).

## Brasão de armas

### Significado dos símbolos da bandeira do Município
- A coroa: A corte Portuguesa.
- Cocar ou Turbante: Os índios Goitacases, primitivos donos das terras.
- Estrela: O primeiro povoador, Antônio José da Silva Neném.
- O bovino: A pecuária em grande escala, como riqueza do município.
- O ramo de café e a haste de cana: As primeiras riquezas do município.

## História

Bom Jesus do Itabapoana, agosto de 1959. Arquivo Nacional.

Até meados do século XIX, a região era habitada pelos índios puris. Com a chegada dos colonizadores procedentes de Minas Gerais, foram implantadas na região fazendas movidas à trabalho escravo. Em 1853 foi criada a freguesia de Nossa Senhora da Natividade do Carangola e três anos mais tarde, uma sub-delegacia no arraial do Senhor Bom Jesus. Em 1862, o arraial foi elevado à condição de freguesia com o nome de Senhor Bom Jesus do Itabapoana e somente em 1885 a cidade passou a pertencer ao município de Itaperuna. Em 1890, Bom Jesus do Itabapoana foi elevado à condição de município autônomo, suprimida dois anos mais tarde e reconquistada em definitivo com o Decreto nº 633, de 14 de novembro de 1938, tendo a instalação do município verificada a 1º de janeiro de 1939.
É importante salientar que há referências, ainda que em menor número, para o referido Decreto nº 633 ser de 14 de dezembro de 1938.

## Educação
O município de Bom Jesus do Itabapoana oferece ensino público nas modalidades Educação Infantil e Fundamental I, sob a responsabilidade da Secretaria Municipal de Educação. O Ensino Fundamental II e o Ensino Médio são oferecidos por escolas estaduais no município, exceto o ensino médio integrado ao ensino técnico que é oferecido pelo Instituto Federal Fluminense. Há também o Instituto Superior de Educação - ISE-FAETEC, que conforme Decreto nº 43.586 de 14 de maio de 2012, alterou seu nome para Faculdade de Educação Tecnológica do Estado do Rio de Janeiro - FAETERJ Bom Jesus do Itabapoana. A FAETER oferece curso de graduação em pedagogia e curso de extensão em libras. A Faculdade Metropolitana São Carlos - FAMESC-BJI, oferece graduação em Enfermagem, Ciências Biológicas, Direito, Administração, Medicina, Engenharia Biomédica, Psicologia, Gestão de Recursos Humanos, Gestão Desportiva e do Lazer e Pedagogia, além de cursos de Pós-Graduação lato sensu e o Centro de Ciências e Educação Superior a Distância do Estado do Rio de Janeiro - CEDERJ oferece, com polo de ensino em Bom Jesus, curso à distância de Pedagogia, licenciatura em Ciências Biológicas e Administração Pública.

### Escolas municipais[15]
- E. M. João Catarina
- E. M. Professora Iracema Seródio Boechat
- E. M. Coronel Luiz Vieira
- Creche Tia Ângela
- E. M. Olívio Bastos
- C.E.I. Criança Feliz
- E. M. Benemérito Dr. Cid Bastos Borges
- E. M. Mariquinha Batista
- Jardim de Infância Maria Nair Fassbender Ferolla
- E. M. Dr. Francisco Baptista de Oliveira
- E.M. Anacleto José Borges
- C. E. I. Amélia Seródio Garcia
- Creche e Pré-Escola Municipal Tia Belinha
- E.M. Professora Ottília Vieira Campos
- Escola Municipal Ângela Maria Baptista Souza
- Escola Municipal Olívio Bastos
- Escola Municipal Professor Paulo Sergio do Canto Cyrillo

### Escolas estaduais[16]
- C.E. Governador Roberto Silveira
- C.E. Padre Mello
- E.E. Alcinda Lopes Pereira Pinto
- C.E. Euclides Feliciano Tardin
- C.E. Marcílio Dias
- C.E. Maria da Conceição Pereira Pinto
- I.E. Eber Teixeira de Figueiredo
- CEJA (Centro de estudos de Jovens e adultos) Bom Jesus do Itabapoana

### Ensino superior[13][17]
- FAMESC
- CEDERJ
- FAETERJ
- IFF-Campus Bom Jesus

### Escolas federais
- IFF- Campus Bom Jesus[18]

## Filhos ilustres
- Biografias de bom-jesuenses notórios